# 宮廷侍臣 (英國)
宮廷侍臣（英語：lord-in-waiting）和宮廷女侍臣（英語：baroness-in-waiting）是在英國皇室內廷當中擔任官職的貴族。在官方宮廷通函中，他們的英文職銜沒有連字號，即「Lord in Waiting」和「Baroness in Waiting」。
宮廷侍臣有兩種，第一種屬政治任命，由執政黨政府委任，負責在上議院擔任初級黨鞭（而資深黨鞭的職銜是榮譽御前侍衛兵團上尉和皇室衛士上尉）；第二種是由君主委任的非政治任命（獲委任者如在上議院擁有席位，會以中立議員出席會議）。宮廷侍臣（不論是否政治任命），都有可能被定期召集以代表君主，例如每當外國元首對英國展開國事或官式訪問，他們的其中一位會獲召前往機場負責迎接該國元首，並在訪問進行期間陪同有關元首（例如在2019年6月3日，宮廷侍臣布魯克伯勒子爵負責代表女皇在倫敦史坦斯特機場迎接時任美國總統唐納·川普和第一夫人梅拉尼娅·特朗普，布魯克伯勒子爵及其夫人在訪問期間亦以「特別派遣」形式陪伴特朗普夫婦）。宮廷侍臣偶爾也會出席其他國事或皇室場合，而在常規任命和編制以外，「增補」宮廷侍臣也可以編外形式委任，以執行類似職務，例如羅林斯女男爵（The Baroness Rawlings）在2012年卸任政府黨鞭和宮廷女侍臣後，獲繼續委任為增補宮廷女侍臣，以代表女皇出席某些場合，當中包括在2019年2月27日在諾索爾特皇家空軍基地迎接到訪的約旦國王阿卜杜拉二世和拉尼婭王后。
此外，非常資深的宮廷侍臣在退休後或會以名譽性質獲任命為常任宮廷侍臣（permanent lord-in-waiting）。常任宮廷侍臣亦會代表君主出席活動，常見於前任侍臣的喪禮和悼念儀式。

## 政治任命
絕大部分的宮廷侍臣和女侍臣都在上議院擔任政府黨鞭。作為政府人員，他們都是在首相提名下由君主委任的，並會在政黨輪替執政時離任。
目前共有八名宮廷侍臣和女侍臣在上議院擔任初級黨鞭：
| 職位       | 姓名                                                                      | 就任日期      |
| ---------- | ------------------------------------------------------------------------- | ------------- |
| 宮廷侍臣   | 海布里的郝偉文勳爵（The Lord Collins of Highbury）                        | 2024年7月9日  |
| 宮廷侍臣   | 舒爾布雷德的龐森比勳爵（The Lord Ponsonby of Shulbrede）                  | 2024年7月9日  |
| 宮廷侍臣   | 梁辛尼勳爵（The Lord Leong）                                              | 2024年7月11日 |
| 宮廷女侍臣 | 史蒂夫尼奇的泰勒女男爵（The Baroness Taylor of Stevenage）                | 2024年7月9日  |
| 宮廷女侍臣 | 惠特徹奇的瓊斯女男爵（The Baroness Jones of Whitchurch）                  | 2024年7月9日  |
| 宮廷女侍臣 | 特倫特河畔斯托克的安德森女男爵（The Baroness Anderson of Stoke-on-Trent） | 2024年7月11日 |
| 宮廷女侍臣 | 特威克羅斯女男爵（The Baroness Twycross）                                 | 2024年7月11日 |
| 宮廷女侍臣 | 利茲的布萊克女男爵（The Baroness Blake of Leeds）                         | 2024年7月11日 |

## 非政治任命
除了政治任命的宮廷侍臣，亦常設有兩名由君主親自選任，並屬非政治任命的宮廷侍臣。為了與屬政治任命的宮廷侍臣作出區分，他們的正式職稱是「私人宮廷侍臣」（Personal Lord in Waiting）。
目前兩名屬於非政治委任的宮廷侍臣包括：
| 職位         | 姓名                                         | 就任日期      |
| ------------ | -------------------------------------------- | ------------- |
| 私人宮廷侍臣 | 布魯克伯勒子爵（The Viscount Brookeborough） | 1997年5月1日  |
| 私人宮廷侍臣 | 胡德子爵（The Viscount Hood）                | 2008年7月30日 |

## 額外任命
所有獲額外任命的人士，職稱為「增補宮廷侍臣」（extra lord-in-waiting）或「增補宮廷女侍臣」（extra baroness-in-waiting）。目前的增補宮廷侍臣和女侍臣包括：
| 職位           | 姓名                                             | 就任日期      |
| -------------- | ------------------------------------------------ | ------------- |
| 增補宮廷侍臣   | 布萊索的聖約翰勳爵（The Lord St John of Bletso） | 1998年3月19日 |
| 增補宮廷女侍臣 | 羅林斯女男爵（The Baroness Rawlings）            | 2012年        |

## 常任宮廷侍臣
常任宮廷侍臣由已退休的皇室內廷高級官員擔任，目前的在任人士包括：
| 姓名                                              | 就任日期           |
| 前任英格蘭掌禮大臣                                | 前任英格蘭掌禮大臣 |
| ------------------------------------------------- | ------------------ |
| 查姆利侯爵（The Marquess of Cholmondeley）        | 2023年3月17日      |
| 前任內廷宮務大臣                                  |                    |
| 盧斯勳爵（The Lord Luce）                         | 2007年7月16日      |
| 皮爾伯爵（The Earl Peel）                         | 2021年4月1日       |
| 前任君主私人秘書                                  |                    |
| 詹夫林勳爵（The Lord Janvrin）                    | 2007年11月13日     |
| 蓋特勳爵（The Lord Geidt）                        | 2019年3月4日       |
| 舊溫莎的楊格勳爵（The Lord Young of Old Windsor） | 2023年5月15日      |